# Hirtshalsmotorvejen
Hirtshalsmotorvejen er en motorvej, der går fra Bouet ved Nørresundby til Åbyen ved Hirtshals. 
Motorvejen er en del af E39. Den har sin nordlige slutning ved rundkørslen med sekundærrute 597. Derfra føres E39 som en 4-sporet hovedvej hen til Hirtshals færgehavn, hvor der er forbindelse med færge til Stavanger, Bergen, Kristiansand, Langesund, Larvik og Thorshavn
Hirtshalsmotorvejens sydlige afslutninger er i motorvejskryds Vendsyssel, hvor den sammen med Frederikshavnmotorvejen (E45) og Thistedgrenen (11) bliver til Nordjyske Motorvej.

## Historie
23. september 1985 blev der i Aalborg Hallen afholdt et møde om motorvejene i Nordjylland, hvor blandt andet den daværende trafikminister, Arne Melchior, deltog. Ministeren lovede at iværksætte en undersøgelse om nye højklassede veje fra Aalborg til Frederikshavn og Hirtshals.
I 1987 udkom så rapporten Højklassede vejforbindelser nord for Limfjorden, der havde undersøgt flere linjeføringer. Rapporten pegede på to mulige linjeføringer: en Y- og en V-løsning. Y-løsningen som en samlet motorvejsstrækning på 15-25 km fra Nørresundby mod nord, hvorefter vejene delte sig til henholdsvis Frederikshavn og Hirtshals. V-løsningen derimod delte sig allerede ved Nørresundby og fulgte de eksisterende E39 og E45.
V-løsningen består af henholdsvis 47 km motorvej fra Vodskov til Frederikshavn og 65 km motorvej fra Nørresundby til Hirtshals. Strækningen til Vodskov var allerede åbnet som motorvej i 1971, sammen med den 2-sporede motortrafikvej til Uggerhalne.
V-løsningen blev valgt, da den ville stimulere erhvervsudviklinger i fx Dronninglund, Hjallerup, Sæby, Brønderslev og Vrå bedst muligt. Desuden pegede Miljøministeriet også på denne løsning.
7. december 1988 blev projekteringsloven for V-løsningen (Lov om visse hovedlandevejsstrækninger) vedtaget i Folketinget. Projekteringsloven åbnede dog for at vejene i første omgang kun ville blive anlagt som 2-sporede motortrafikveje, hvilket godt ville kunne klare trafikken de første år, men da prisen herfor og prisen for senere udbygning til motorveje oversteg 20 % af anlægsprisen for at anlægge vejene som motorvej fra start, blev det sidste valgt.
2. maj 1990 blev anlægsloven (Lov om visse hovedlandevejsstrækninger) vedtaget i Folketinget.
Anlægsarbejderne begyndte i marken i efteråret 1993 og strækningen mellem Bjergby og Hjørring Syd blev åbnet for trafik den 25. oktober 1996, sammen med den tilsvarende strækning på Frederikshavnmotorvejen, mellem Frederikshavn og Sæby Syd.
I efteråret 1996 begyndte anlægsarbejdet på etapen fra Nørresundby til Brønderslev, og i efteråret 1999 var det arbejdet på strækningen mellem Brønderslev og Hjørring Syd, der begyndte. Nørresundby-Brønderslev åbnede for trafik 6. oktober 2001 og Brønderslev-Hjørring Syd den 29. september 2002.
I foråret 2002 begyndte anlægsarbejdet så på den sidste strækning mellem Bjergby og Hirtshals. Mellem Bjergby og rundkørslen ved Åbyen bestod arbejdet i udvidelse af den eksisterende 2-sporede motortrafikvej til motorvej, og fra Åbyen til Hirtshals Havn blev den eksisterende landevej udvidet fra 2 til 4 spor. Åbningen foregik d. 9. oktober 2004 og det var HKH Kronprinsesse Mary, der klippede snoren.
| Hirtshalsmotorvejens etaper | Hirtshalsmotorvejens etaper | Hirtshalsmotorvejens etaper | Hirtshalsmotorvejens etaper   | Hirtshalsmotorvejens etaper | Hirtshalsmotorvejens etaper | Hirtshalsmotorvejens etaper | Hirtshalsmotorvejens etaper |
| Fra                         | Frakørsel                   | Til                         | Frakørsel                     | Baner                       | KM                          | Åbningsår                   | Bemærkninger |
| --------------------------- | --------------------------- | --------------------------- | ----------------------------- | --------------------------- | --------------------------- | --------------------------- | --- |
| Åbyen                       |                             | Bjergby                     | 2                             | 2 → 4                       | 6,1                         | -/2004                      | Blev kun anlagt som motortrafikvej senere udvidet til en motorvej. Åbnede sammen med udvidelsen af landevejen videre til Hirtshals Havn. |
| Bjergby                     | 2                           | Hjørring S                  | 4                             | 4                           | 10,8                        | 1996                        | |
| Hjørring S                  | 4                           | Brønderslev S               | 7                             | 4                           | 19,8                        | 2002                        | |
| Brønderslev S               | 7                           | Bouet                       | Motorvejskryds Vendsyssel E45 | 4                           | 20,6                        | 2001                        | |

## Fremtid
I forbindelse med projektet om en 3. Limfjordsforbindelse, indgår det i planerne at anlægge en 4-sporet motorvej vest om Aalborg, som skal forbindes til Hirtshalsmotorvejen i et motorvejskryds syd for Vestbjerg. På trods af at Nordjyllands Amt, Aalborg Kommune og Vejdirektoratet færdiggjorde en VVM-redegørelse i 2006, forventes Vejdirektoratet at påbegynde en ny VVM-redegørelse i 2010.